# Autobus de Narbonne
 (mai 2023).
Les transports en commun du Grand Narbonne forment un réseau de bus dont la marque commerciale est Citibus. Ces bus permettent des échanges entre la ville de Narbonne et son agglomération, couvrant 39 communes et environ 125 487 habitants.
Le réseau de bus est formé de 7 lignes urbaines et 15 lignes suburbaines.

## Historique

### Lignes des Transports Urbains Narbonnais (1982-2003)
En septembre 1982 sont créés les Transports urbains narbonnais (TUN). La première ligne urbaine de bus est créée.

### Lignes des Transports de l'Agglomération Narbonnaise (2004-2010)
À partir du 1er juillet 2004, à la suite de la création de la communauté d'agglomération de La Narbonnaise, les Transports Urbains Narbonnais changent de nom et deviennent les Transports de l'Agglomération Narbonnaise (TAN). Des bus Solaris Urbino sont livrés et dotés d'un nouvel habillage. Une ligne urbaine gratuite nommée La Narbonnette (ligne N) est créée. Elle permet de relier le centre historique au parc relais du Parc des Sports et de l'Amitié. Les lignes suburbaines sont associées au réseau de transports en commun et à la tarification de la communauté d'agglomération de la Narbonnaise.
En 2006, à la suite de la mise en œuvre du Plan de Déplacements Urbains de la ville de Narbonne, une importante restructuration du réseau urbain de transports a lieu.
- 1 : Bonne Source ↔ Saint-Jean Saint-Pierre
- 2 : Jules Razimbaud ↔ Georges Brassens
- 3 : Baliste ↔ Roches Grises
- 4 : Avenue de Bordeaux ↔ La Mayolle
- N : Parc relais ↔ Hôtel de Ville
- A : Narbonne ↔ Saint-Pierre-la-Mer
- B : Narbonne ↔ Saint-Pierre-la-Mer
- C : Narbonne ↔ Gruissan
- D : Narbonne ↔ Prat-de-Cest
- E : Narbonne ↔ Peyriac-de-Mer
- F : Narbonne ↔ Armissan
- G : Narbonne ↔ Bizanet
- H : Narbonne ↔ Névian
- I : Narbonne ↔ Ouveillan
- J : Narbonne ↔ Raissac-d'Aude

Le 2 novembre 2008, à l’occasion du transfert par le Conseil Général de l'Aude à la communauté d'agglomération de La Narbonnaise de la compétence en matière de transports scolaires, les transports scolaires sont associées au réseau de transports en commun et à la tarification de la communauté d'agglomération de la Narbonnaise avec la mise en place des « Bus Cool ».
Un nouveau réseau urbain et suburbain est mis en place. Des Mercedes-Benz Citaro pour les lignes urbaines et des Mercedes-Benz Intouro pour les lignes suburbaines sont livrés et dotés d'un nouvel habillage. Une cinquième ligne urbaine est créée et les lignes 1 et 2 sont mises en service le dimanche et les jours fériés jusqu'au 30 août 2009. Le 6 septembre 2009, les lignes D1 et D2 prennent le relais.
- 1 : Baliste ↔ Saint-Jean Saint-Pierre
- 2 : Baliste ↔ Roches Grises
- 3 : Bonne Source ↔ Saint-Salvayre
- 4 : Parc des Sports et de l'Amitié ↔ Quai d'Alsace
- 5 : Maraussan ↔ Moulin du Gua
- N : Parc relais ↔ Jean Jaurès
- D1 : Baliste ↔ Saint-Jean Saint-Pierre
- D2 : Baliste ↔ Cinémas
- 6 : Halles Centrales ↔ Fleury-d'Aude
- 7 : Halles Centrales ↔ Ouveillan
- 8 : Halles Centrales ↔ Saint-Pierre-la-Mer
- 9 : Halles Centrales ↔ Moussan
- 10 : Halles Centrales ↔ Peyriac-de-Mer
- 11 : Halles Centrales ↔ Armissan
- 12 : Halles Centrales ↔ Raissac-d'Aude

### Citibus
À partir du 11 janvier 2010, la communauté d'agglomération de La Narbonnaise étant devenue la communauté d'agglomération du Grand Narbonne, les Transports de l'Agglomération Narbonnaise se nomment à présent Citibus. Un nouveau réseau urbain est mis en place et une sixième ligne urbaine est créée. Les lignes circulant le dimanche et les jours fériés ainsi que les lignes suburbaines ne rencontrent pas de modifications.
Le 4 juillet 2011, à la suite de l'adhésion des communes de la Communauté de Communes du Canal du Midi en Sud Minervois à la communauté d'agglomération du Grand Narbonne, les lignes suburbaines 58, 59 et 60 sont associées aux lignes et à la tarification de la communauté d'agglomération du Grand Narbonne.
Le 2 janvier 2012, à la suite de l'adhésion des communes de la Communauté de communes Corbières Méditerranée à la communauté d'agglomération du Grand Narbonne, les lignes suburbaines Public-bus et Acti-bus sont associées au réseau de transports en commun et à la tarification de la communauté d'agglomération du Grand Narbonne et à partir du 2 septembre 2012, les lignes suburbaines 14 et 15 sont associées au réseau de transports en commun et à la tarification de la communauté d'agglomération du Grand Narbonne.
Le 4 janvier 2013, les lignes Acti-Bus et Public-Bus laissent place aux lignes C4 à C6.
Le 8 juillet 2013, à la suite de l'aménagement et de la piétonnisation du centre historique, une ligne urbaine gratuite nommée La Citadine est créée. Elle dessert les stations du centre historique de Narbonne.
- A : Montesquieu ↔ Saint-Jean Saint-Pierre
- B : Halles centrales ↔ Centre commercial La Galerie
- C : Bonne Source ↔ Weilheim
- D : Halles centrales ↔ Crabit
- E : Halles centrales ↔ Réveillon
- N : Halles centrales ↔ Gioachino Rossini
- D1 : Baliste ↔ Saint-Jean Saint-Pierre
- D2 : Baliste ↔ Cinémas
- 6 : Halles Centrales ↔ Saint-Pierre-la-Mer — Paradisier
- 7 : Halles Centrales ↔ Ouveillan — Ovilius
- 8 : Halles Centrales ↔ Saint-Pierre-la-Mer — Les Romarins
- 9 : Gare SNCF de Narbonne-Centre ↔ Moussan — La Condominette
- 10 : Médiathèque Centrale ↔ Prat-de-Cest
- 11 : Halles Centrales ↔ Vinassan — Vieux Chêne
- 12 : Halles Centrales ↔ Raissac-d'Aude — Village
- 14 : Gare Routière de Narbonne-Centre ↔ Fitou — Avenue des Corbières
- 15 : Gare Routière de Narbonne-Centre ↔ Leucate — Ulysse
- 24 : Gare Routière de Narbonne-Centre ↔ Fraissé-des-Corbières — Village
- 51 : Gare Routière de Narbonne-Centre ↔ Fraissé-des-Corbières — Village
- 58 : Médiathèque Centrale ↔ Argeliers — Chemin de La Caune
- 59 : Gare Routière de Narbonne-Centre ↔ Mailhac — Salle des Fêtes
- 60 : Médiathèque Centrale ↔ Bize-Minervois — Route de Mailhac
- C4 : Portel-des-Corbières ↔ Leucate
- C5 : Portel-des-Corbières ↔ Leucate
- C6 : Portel-des-Corbières ↔ Leucate

Le 1er septembre 2016, à la suite du renouvellement du contrat d'exploitation de Citibus par Keolis Narbonne pour une durée de 8 ans, un nouveau réseau urbain et suburbain est mis en place.
Le 19 septembre 2024, le Grand Narbonne désigne le groupe RATP Dev (via sa filiale RATP Dev Grand Narbonne) comme nouvel exploitant du réseau (après 16ans d'exploitation du réseau par Keolis), dans le cadre d'un nouveau contrat de délégation de service public, qui entre en vigueur le 1er janvier 2025, pour une durée de 8ans,.